# Шипли, Артур Эверетт
Артур Эверетт Шипли (англ. Arthur Everett Shipley; 1861—1927) — британский зоолог, член Лондонского королевского общества (1904), вице-Канцлер Кембриджского университета (1917—1919).

## Биография
Артур Эверетт Шипли родился 10 марта 1861 года в графстве Суррей в Южной Англии. Учился в Кембриджском университете до 1884 года.
С 1885 по 1894 год состоял демонстратором сравнительной анатомии при Кембриджском университете, а затем и преподавателем морфологии беспозвоночных в Christs College.
В 1887 году командирован на Бермудские Острова для исследования болезни растений.

## Публикации
- «On the structure and development of Argiope» («Mitth. Zool. St. Neapel», 1883);
- «On some points in the development of Petromyzon fluviatilis» («Stud. Morph. Labor. Cambridge», т. 3, 1887);
- «Zoology of the Invertebrata» (1893, переведено на русский язык);

вместе с Хармером он издал «Cambridge Natural History» (10 т., 1895) — в этом сочинении Шипли написал главы: «Sagitta», «Gephyrea», «Phoronis», «Nemathelminthes», «Chaetognatha», «Brachiopoda».